# Vailia
Vailia là chi thực vật có hoa trong họ Apocynaceae.